# Rhinoderma rufum
Rhinoderma rufum е вид земноводно от семейство Rhinodermatidae. Видът е критично застрашен от изчезване.

## Разпространение
Видът е ендемичен за централните чати на Чили, въпреки че може и да е изчезнал.